# Інфант

Геральдична корона іспанського інфанта.

Інфа́нт (ісп. infante, МФА: [imˈfante]; порт. infante,  МФА: [ĩˈfɐ̃t(ɨ)]) — титул королевича (сина короля) у монархічних країнах Піренейського півострова (Арагонському, Кастильському, Леонському, Наваррському, Іспанському та Португальському королівствах). Аналог принца в інших європейських країнах. Походить з латинської мови (лат. infans, infantis, «дитина»). Надається усім синам монарха; інфант-спадкоємець престолу носить князівський титул принца-спадкоємця (принца Астурійського, принца Португальського тощо). Жіноча форма — інфа́нта (ісп. і порт. infanta), титул королівни (дочки короля), а також дружини королевича-інфанта, визнаної королівським домом країни. Зазвичай чоловік королівни-інфанти права на величання інфантом не мав; інколи йому надавали цей титул з додатком de gracia (милістю), вказуючи на особливу ласку монарха-суверена. 
Титул інфанта або інфанти зберігався за його носієм до кінця життя, навіть після смерті монарха-батька або чоловіка-інфанта. 
Король міг дарувати цей титул на знак особливої милості чи заслуг своєму онуку по чоловічій лінії, зятю, або родичам монаршого дому обох статей.
В Іспанії та Португалії інфанти мають свою окрему, спеціальну геральдичну корону.

## Португальські інфанти

Геральдична корона португальського інфанта.

### Авіський дім

#### Діти Жуана І
- Бранка (1388—1389), померла немовлям
- Афонсу (1390—1400), спадкоємець престолу, помер юнаком
- Дуарте (1391—1438), король Португалії (1433—1438)
- Педру (1392—1449), герцог Коїмбрський (1415—1449), регент (1439—1449)
- Енріке (1394—1460), герцог Візеуський (1415—1460), магістр Ордену Христа (1420—1460)
- Ізабела (1397—1471) ∞ Філіпп III, бургундський герцог
- Жуан (1400—1442), конетабль Португалії (1431—1442)
- Фернанду (1402—1443), адміністратор Авіського ордену (1434—1443)
- Афонсу (1377—1461), герцог Браганський (1442—1461)
- Беатриса (1380—1439) ∞ 1) Томас Фіцалан, граф Арундельський ; 2) Джон Голланд, граф  Гантінгдонський

#### Діти Дуарте
- Жуан (1429—1433), спадкоємець престолу, помер дитиною
- Філіпа (1430—1439), померла дитиною
- Афонсу V (1432—1481), король Португалії (1438—1481)
- Марія (1432), померла немовлям
- Фернанду (1433—1470), герцог Безький (1453—1470) і Візеуський (1460—1470), магістр Ордену Христа (1461—1470), конетабль Португалії (1466—1470)
- Леонора (1434—1467) ∞ Фрідріх III, імператор Священної Римської імперії
- Дуарте (1435), помер немовлям
- Катаріна (1436—1463), наречена наваррського короля Карла IV, черниця
- Жуана (1439—1475) ∞ Енріке IV, король Кастилії

#### Діти Афонсу V
- Жуан (1451), принц Португальський (1451), помер немовлям
- Жуана (1452—1490), принцеса Португальська (1452—1455), регент (1471), католицька блаженна
- Жуан II (1455—1495), король Португалії (1481—1495)

#### Діти Жуана ІІ
- Афонсу (1475–1491), принц Португальський (1481—1491)
- Жорже (1481—1550), герцог Коїмбрський, магістр Ордену святого Якова, адміністратор Авіського ордену (1495—1550)

#### Діти Мануела І
- Мігел (1498—1500), принц Португальський (1499—1500)
- Жуан III (1502—1557), король Португалії (1521—1557)
- Ізабела (1503—1539) ∞ Карл V, імператор Священної Римської імперії
- Беатриса (1504—1538) ∞ Карло III, герцог Савойський
- Луїш (1506—1555), герцог Безький (1506—1555), конетабль Португалії, пріор Кратський
- Фернанду (1507—1534), герцог Гуардський (1530—1534)
- Афонсу (1509—1540), кардинал (1517), архієпископ Лісабонський (1523—1540)
- Марія (1511—1513), померла дитиною
- Енріке (1512—1580), кардинал (1547—1580), король Португалії (1578—1580)
- Дуарте (1515 —1540), герцог Гімарайнський (1537—1540)
- Антоніу (1516), помер немовлям
- Карлуш (1520—1521), помер немовлям
- Марія (1521—1577), герцогиня Візеуська (1521—1577)

#### Діти Жуана ІІІ
- Мануел (?—1521), помер немовлям
- Дуарте (1521—1543), архієпископ Бразький (1542—1543)
- Афонсу (1526), принц Португальський (1526), помер немовлям
- Марія-Мануела (1527—1545), принцеса Португальська (1527—1531) ∞ Феліпе II, король Кастилії
- Ізабела (1529), померла немовлям
- Беатриса (1530), померла немовлям
- Мануел (1531–1537), принц Португальський (1531–1537), помер дитиною
- Філіпе (1533–1539), принц Португальський (1537–1539), помер дитиною
- Дініш (1535—1537), помер немовлям
- Жуан-Мануел (1537—1554), принц Португальський (1539—1554)
- Антоніу (1539—1540), помер немовлям

#### Діти Жуана-Мануела
- Себаштіан (1554—1578), король Португалії (1557—1578)

## Інше
Землю або інше майно, надане в особисту власність інфанту або інфанті, називають «інфантадо».